# 六带石斑鱼
六带石斑鱼（学名：Epinephelus sexfasciatus）为輻鰭魚綱鱸形目鱸亞目鮨科石斑鱼属的鱼类。分布于非洲、印度、印度尼西亚、菲律宾、日本以及中国南海等海域，棲息深度10-80公尺，本魚頭部跟身體淡灰褐色，體側具數條深褐色垂直條紋，背鰭、尾鰭和腹鰭暗淡的灰色，胸鰭淺灰色或橘紅色，魚鰭密布深色斑點，下巴和頭腹側部分有時呈紅棕色，體長可達40公分，棲息在沙泥底質海域，為底棲性魚類，屬肉食性，以魚類、甲殼類為食，可做為食用魚。该物种的模式产地在爪哇。

## 扩展阅读
維基物種上的相關：六带石斑鱼